# Heteropoda atollicola
Heteropoda atollicola este o specie de păianjeni din genul Heteropoda, familia Sparassidae, descrisă de Pocock, 1904. Conform Catalogue of Life specia Heteropoda atollicola nu are subspecii cunoscute.